# 트레비아노

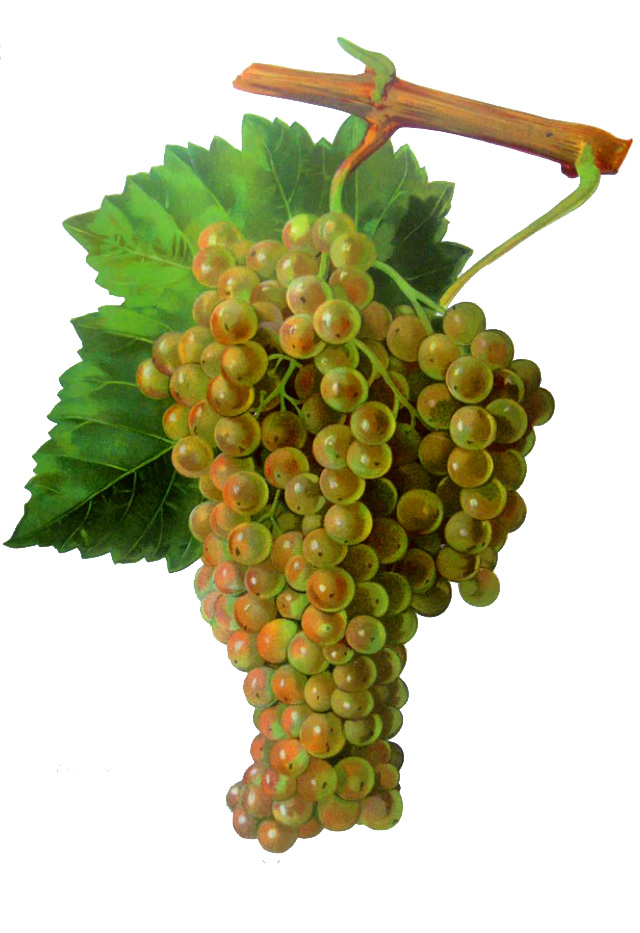

트레비아노(Trebbiano)는 이탈리아 와인용 포도로 세계에서 가장 널리 재배되는 포도 품종 중 하나이다. 좋은 수확량을 제공하지만 구별되지 않는 와인을 생산하는 경향이 있다. 신선하고 과일향이 나지만 오래 지속되지는 않는다. 우그니 블랑(ugni blanc)으로도 알려져 있으며, 특히 이탈리아와 프랑스에서 지역 하위 유형의 계열을 반영하는 많은 다른 이름이 있다. 산도가 높기 때문에 코냑과 아르마냐크 (술) 생산에 중요하다.